# Đumbirovke
Đumbirovke (lat. Zingiberaceae), biljna porodica iz razreda jednosupnica (Liliopsida) koja obuhvaća preko 1.587 vrsta u 52 rod unutar reda Zingiberales (đumbirolike) koji po njima dobiva ime(đumbirolike). Ostali predstavnici reda su porodice Cannaceae (kanovke), Costaceae, Heliconiaceae, Lowiaceae, Marantaceae (svrdarkovke), Musaceae (bananovke) i Strelitziaceae.
Porodica đumbirovki porijeklom je iz jugoistočne Azije, nema nijednu ugroženu vrsti a ima pet invazivnih, to su: Elettaria cardamomum, Alpinia zerumbet, i 3 iz roda Hedychium H. coronarium, H. gardnerianum i H. coccineum.
Ima četiri potporodice: 
Alpinioideae Link
Tribus Alpinieae:
1. Aframomum K. Schum.
2. Alpinia Roxb.
3. Amomum Roxb.
4. Aulotandra Gagnep.
5. Cyphostigma Benth.
6. Elettaria Maton
7. Elettariopsis Baker
8. Etlingera Giseke
9. Geocharis (K. Schum.) Ridl.
10. Geostachys (Baker) Ridl.
11. Hornstedtia Retz.
12. Leptosolena C. Presl
13. Plagiostachys Ridl.
14. Renealmia L.f.
15. Siliquamomum Baill.
16. Vanoverberghia Merr.

Tribus Riedelieae:
1. Burbidgea Hook.f.
2. Pleuranthodium (K. Schum.) R.M. Sm.
3. Riedelia Oliv.
4. Siamanthus K.Larsen & Mood

Siphonochiloideae W. J. Kress
Tribus Siphonochileae:
1. Siphonochilus J.M. Wood & Franks.

Tamijioideae W. J. Kress, 
Tribus Tamijieae:
1. Tamijia S. Sakai & Nagam.

Zingiberoideae Hasskarl
Tribus Globbeae:
1. Gagnepainia K. Schum.
2. Globba L.
3. Hemiorchis Kurz

Tribus Zingibereae:
1. Boesenbergia Kuntze
2. Camptandra Ridl.
3. Caulokaempferia K. Larsen
4. Cautleya (Benth.) Hook.f.
5. Curcuma L.
6. Curcumorpha A.S. Rao & D.M. Verma
7. Distichochlamys M.F.Newman
8. Haniffia Holttum
9. Haplochorema K. Schum.
10. Hedychium J. Konig
11. Hitchenia Wall.
12. Kaempferia L.
13. Kedhalia C.K.Lim
14. Laosanthus K.Larsen & Jenjitt.
15. Myxochlamys A.Takano & Nagam.
16. Nanochilus K. Schum.
17. Newmania N.S.Lý & Škorničk.
18. Paracautleya R.M. Sm.
19. Parakaempferia A.S. Rao & D.M. Verma
20. Pommereschea Wittm.
21. Rhynchanthus Hook.f.
22. Roscoea Sm.
23. Scaphochlamys Baker
24. Stadiochilus R.M. Sm.
25. Stahlianthus Kuntze
26. Zingiber Boehm.

Izumrli rodovi:
1. Spirematospermum †
2. Zingiberoideophyllum †

Podanak đumbira se zbog aromatičnog i ljutog okusa koristi kao začin i eterično ulje.
- Zingiber montanum
- Aframomum melegueta
- Alpina purpurata purpurata
- Globba racemosa
- Roscoea kunmingensis
- Etlingera fulgens

## Vanjske poveznice
|  | Zajednički poslužitelj ima još gradiva o temi Zingiberaceae |
|  | Wikivrste imaju podatke o taksonu Zingiberaceae             |